# هجوم شمال شرق أوكرانيا
هجوم شمال شرق أوكرانيا هو مسرح عمليات ضمن الغزو الروسي لأوكرانيا 2022 للسيطرة على تشرنيهيف أوبلاست وسومي أوبلاست.

## نظرة عامة
يعد هجوم شمال شرق أوكرانيا بمثابة توغل كبير للقوات المسلحة الروسية في المقاطعات الشمالية الشرقية من تشيرنيهيف أوبلاست وسومي أوبلاست وعاصمتيهما الإداريتين - تشيرنيهيف وسومي. ترضخ تشيرنيهيف حاليا تحت الحصار. في حين سيطرت القوات الروسية على المدينة الثانية في الإقليم - كونوتوب، التي تقع على بعد 90 كيلومترًا من الحدود الروسية، في 25 فبراير. في سومي أوبلاست، استولت القوات الروسية تقريبًا على المدينة نفسها (التي تقع على بعد 35 كيلومترًا من الحدود) في بداية الهجوم، ولكن في معركة سومي التي تلت ذلك، اشتبك الجنود والميليشيات الأوكرانية مع القوات الروسية مما أدى إلى قتال حضري عنيف. ووقع قتال أيضا في أوختيركا. في تقييم للحملة في 4 مارس، كتب فريدريك كاغان أن «محور سومي هو حاليًا أكثر الطرق الروسية نجاحًا وخطورة للتقدم إلى كييف». وأشار إلى أن الجغرافيا تفضل التقدم الميكانيكي لأن التضاريس «مسطحة وقليلة السكان، ولا تقدم سوى القليل من المواقع الدفاعية الجيدة». بينما تستمر معركة سومي، تتحرك القوات الروسية على طول الطرق السريعة من سومي؛ في 4 مارس، وصلت إلى بروفاري، الضاحية الشرقية من كييف.

## جدول زمني

### 24 فبراير
استهدف هجوم صاروخي روسي قاعدة تشوهويف الجوية. كانت القاعدة الجوية تضم طائرات بدون طيار من طراز بيرقدار تي بي 2. خلف الهجوم أضرارًا في مناطق تخزين الوقود والبنية التحتية.

### 25 فبراير
فقدت القوات الأوكرانية السيطرة على مدينة كونوتوب. وفي الساعة 1:39 صباحًا، أفادت الأنباء أن القوات الروسية انسحبت من مدينة سومي. وقصفت القوات الروسية أوختيركا بصواريخ بي إم -27.

### 26 فبراير
في سومي، اندلع القتال مرة أخرى. تمكن الروس من الاستيلاء على نصف المدينة خلال النهار، ولكن بحلول الليل، طرد الأوكرانيون المهاجمين من المدينة. ووردت أنباء عن سقوط 3 قتلى مدنيين في مدينة سومي.

### 27 فبراير
تقدمت عدد من المركبات الروسية إلى سومي من الشرق.

### 28 فبراير
قصفت القوات الروسية ودمرت مستودعا للنفط في أوختيركا. وقال مسؤولون أوكرانيون إن أكثر من 70 جنديًا أوكرانيًا قتلوا عندما تعرضت قاعدة عسكرية في أوختيركا لقنبلة حرارية روسية.

### 1 مارس
صرح حاكم تشيرنيهيف أوبلاست أن كل نقطة وصول إلى مدينة تشيرنيهيف كانت ملغومة بشدة. وزعم مسؤولون أوكرانيون أن القوات الأوكرانية قتلت 200 جندي روسي في قرية كروتي بجنوب تشيرنيهيف أوبلاست.

### 2 مارس
تفاوضت السلطات في مدينة كونوتوب مع القوات الروسية. تم التوصل إلى اتفاق وافقت بموجبه القوات الروسية على عدم تغيير حكومة المدينة، أو نشر القوات في المدينة، أو عرقلة النقل، أو إزالة العلم الأوكراني. في المقابل، وافق المسؤولون في المدينة على عدم مهاجمة السكان للقوات الروسية. ووافق عمدة كونوتوب على استسلام المدينة خلال النهار.

### 3 مارس
أدت غارة جوية روسية على محطة كهرباء محلية إلى قطع التيار الكهربائي والتدفئة في مدينة أوختيركا. صرح حاكم سومي أوبلاست، أن خمسة أشخاص أصيبوا بجروح جراء قصف مباني اللواء 27 مدفعية والقسم العسكري في جامعة ولاية سومي.
حوصر أكثر من 500 طالب دولي منذ أن دمرت الطرق والجسور خارج المدينة ووردت أنباء عن اندلاع قتال في شوارع سومي.

### 10 مارس
زعم مسؤول كبير في وزارة الدفاع الأمريكية أن تشيرنيهيف أصبحت الآن «معزولة».

### 12 مارس
وفقًا لمعهد دراسة الحرب، من المحتمل أن الهجمات المضادة التي تشنها قوات الدفاع الإقليمية لأوكرانيا تهدد خط الاتصال الروسي الطويل في هذا المسرح.